# Heesay
Heesay (tên cũ: Blued) là ứng dụng mạng xã hội trực tuyến dành cho người đồng tính do nhà phát triển Cảnh Lạc tạo lập vào năm 2012. Heesay hiện có giá trị tài sản ước tính khoảng 600 triệu đô-la Mỹ.
Tính đến năm 2020, Heesay hiện có hơn 49 triệu người dùng đăng ký và 6 triệu người dùng hoạt động hàng tháng trên toàn thế giới, trở thành một trong những nền tảng LGBTQ+ hàng đầu thế giới. Đây cũng là mạng xã hội đồng tính nam đầu tiên có mặt trên sàn chứng khoán. Nền tảng có sẵn 11 thứ tiếng với người dùng ở hơn 190 quốc gia và khu vực.

## Lịch sử
Trong 12 năm, Cảnh Lạc (耿乐), hay còn gọi là Mã Bảo Lực (马保力) một cảnh sát đã có gia đình ở miền bắc Trung Quốc, bí mật điều hành Đàm Lam (Danlan), một trang web dành cho người đồng tính. Năm 2012, khi cấp trên phát hiện ra trang web này, Cảnh Lạc đã mất cả gia đình và công việc. Cam kết hợp pháp hóa các mối quan hệ đồng giới ở Trung Quốc, ông đã tạo ra Blued, ứng dụng mạng xã hội dành cho người đồng tính nam đầu tiên của Trung Quốc. Ngày nay, Heesay sử dụng hơn 200 nhân viên tại trụ sở chính ở Bắc Kinh, Trung Quốc và gần đây đã mở văn phòng mới ở Luân Đôn, Anh và Ấn Độ để tổng quan về sự mở rộng nhanh chóng của ứng dụng ra nước ngoài. Trong vòng 4 năm, Blued đã trở thành mạng xã hội dành cho người đồng tính nam lớn nhất thế giới với hơn 27 triệu người đăng ký.
Năm 2016, Blued hợp tác với Hornet, một nền tảng mạng xã hội dành cho nam giới đồng tính và song tính. Nhận xét về mối quan hệ đối tác toàn cầu giữa Blued và Hornet, chủ tịch của Hornet Sean Howell tuyên bố: "Các ứng dụng dành cho người đồng tính nam đã phát triển trong vài năm qua để thu hút đầy đủ hơn người dùng, những người yêu cầu trải nghiệm di động, phong phú hơn". Vào tháng 1 năm 2019, khi một báo cáo của Caixin, tập đoàn truyền thông từ Trung Quốc đã chỉ ra rằng Blued đã trở thành một kênh mới cho những người trẻ tuổi mắc bệnh AIDS, Blued đã thông báo cải chính, hạn chế đăng ký người dùng trong 1 tuần và sẽ "hạn chế đăng ký và sử dụng trẻ vị thành niên", đồng thời tăng tuyên truyền phòng, chống AIDS.
Vào tháng 3 năm 2019, Blued đã kích hoạt hệ thống đăng ký nhận dạng khuôn mặt AI để xác định và lọc trẻ vị thành niên. Đến cuối năm 2023, đầu năm 2024, thương hiệu Blued đã chính thức đổi tên thành Heesay. Đồng thời, đây được xem là phiên bản quốc tế của nền tảng khi cho phép đa dạng các hoạt động xã hội khác như đăng bài viết, phát trực tiếp và trò chuyện thoại.

## Chức năng
Heesay là một ứng dụng xã hội hẹn hò dành cho người đồng tính nam định vị vị trí. Trên Apple App Store, khuyến nghị người dùng trên 17 tuổi tải xuống và sử dụng ứng dụng. Khi đăng ký với Heesay, người dùng cần cung cấp các thông tin cá nhân như chiều cao cá nhân, cân nặng, ngày sinh, chủng tộc và đặc điểm xu hướng tình dục. Người dùng có thể sử dụng phần mềm này để tìm bạn bè xung quanh, theo dõi và tham gia vào các cuộc trò chuyện trực tuyến. Ngoài ra, Heesay cho phép người dùng của mình tìm kiếm người dùng theo khu vực hoặc thời gian đăng nhập gần đây nhất, đồng thời có thể tham gia các nhóm trò chuyện.

## Hoạt động

### Trung Quốc
Trước chính sách kiểm duyệt nội dung liên quan đến những người đồng tính, thậm chí còn bị chặn bởi chính phủ Trung Quốc, Heesay đã vẫn sống sót tại đây nhờ tập đoàn mẹ là BlueCity định vị mình là một nền tảng chăm sóc sức khỏe. Kể từ khi thành lập, BlueCity đã điều hành một tổ chức phi lợi nhuận tập trung vào HIV và dần dần gắn mình vào các sáng kiến y tế công cộng chống HIV của Trung Quốc.
Công ty mẹ của Heesay còn đang mở rộng sang lĩnh vực công nghệ chăm sóc sức khỏe một cách chính thức hơn, mở nhà thuốc kỹ thuật số và bệnh viện trực tuyến dành cho nam giới Trung Quốc. Trang web tiếng Trung của BlueCity hiếm khi đề cập đến các thuật ngữ như "đồng tính nam" hoặc "LGBTQI", thay vào đó họ sử dụng các từ chung chung hơn như "đa dạng" và "cộng đồng" để hướng tới nhóm thiểu số tính dục. Với cách hoạt động khi không xem mình là ứng dụng dành cho người đồng tính nam, Heesay đã trở thành mạng xã hội dành cho nhóm người thiểu số này lớn nhất Trung Quốc.

### Việt Nam
Vào năm 2017, trong bối cảnh lũ lụt tại Việt Nam, trang Facebook chính thức của Heesay đã đăng tải những chiến dịch phản cảm như "Có tiền giúp tiền, có thân xác giúp thân xác" và "Xoạc tích đức vì đồng bào lũ lụt". Những hình ảnh phản cảm này đã bị cộng đồng LGBT tại Việt Nam chỉ trích gay gắt. Sau đó, nền tảng này đã lên tiếng xin lỗi khán giả. Ngày 8 tháng 5 năm 2020, Cơ quan Phát triển Quốc tế Hoa Kỳ xác nhận hợp tác với Heesay tăng cường và mang lại những cải tiến sáng tạo trong các dịch vụ liên quan đến HIV và bệnh lao lúc đại dịch COVID-19. Ứng dụng Heesay được xem là ứng dụng đồng tính nam phổ biến nhất tại Việt Nam.

### Thái Lan
Ứng dụng Heesay được xem là ứng dụng đồng tính nam phổ biến nhất tại Thái Lan.

### Philippines
Ngày 8 tháng 8 năm 2021, Heesay tại Philippines đã cho ra mắt nhiều tính năng mới bao gồm: cấm chụp ảnh màn hình và ghi lại màn hình, để bảo vệ danh tính và quyền riêng tư của người dùng.

### Ấn Độ
Vào năm 2021, chính phủ Ấn Độ đã xác nhận cấm cửa 59 ứng dụng Trung Quốc tại quốc gia này. Tuy nhiên, trong danh sách 59 ứng dụng đó lại không có mặt của Heesay. Mặt khác, Heesay lại nhận được sự đón nhận tích cực của người dùng Ấn Độ, với một số sáng kiến xã hội như nâng cao nhận thức về phòng ngừa và điều trị HIV cũng như phổ biến cho người dùng về các biện pháp phòng ngừa COVID-19. Đến nay, Heesay chính là ứng dụng đồng tính nam phổ biến nhất Ấn Độ.

### Hoa Kỳ
Trong số những ứng dụng hay nhà phát triển Trung Quốc bị cấm tại Hoa Kỳ thì Heesay vẫn không được các nhà lập pháp nước này nhắc đến.

## Tập đoàn BlueCity
Tập đoàn BlueCity, mà Cảnh Lạc đang là CEO, sở hữu các nền tảng sau:
- Heesay.
- Danlan Public Interest, một tổ chức phi lợi nhuận phòng chống HIV.
- He Health (荷尔健康; Hè'ěr jiànkāng), nền tảng hỗ trợ cho sức khỏe của nam giới, bao gồm việc cung cấp PrEP.
- LESDO, một nền tảng mạng xã hội dành cho người đồng tính nữ và song tính được thành lập vào năm 2014 và được BlueCity mua lại vào năm 2020; được cho là ứng dụng hẹn hò lớn thứ hai của Trung Quốc dành cho đồng tính nữ.[24]
- Finka (翻咔), một ứng dụng truyền thông xã hội nhắm mục tiêu đến nam giới LGBTQ: đồng tính nam và song tính với cơ sở người dùng là 2,7 triệu vào năm 2019, được BlueCity mua lại vào năm 2020.[25]
- Blued Baby, một nền tảng mang thai hộ dành cho những người đồng tính nam Trung Quốc đang tìm kiếm người mang thai hộ ở các quốc gia khác; ngừng hoạt động vào năm 2021 sau vụ mang thai hộ của Trịnh Sảng.